# 鳥越貞敏
鳥越 貞敏（とりごえ さだとし、前名・金九郎、1867年4月17日〈慶応3年3月13日〉 - 1925年〈大正14年〉2月9日）は、日本の政治家、実業家、福岡県多額納税者、地主。貴族院議員、福岡県会議員、浮羽郡会議員。族籍は福岡県平民。勲四等。

## 経歴
鳥越貞蔵の長男。田主丸中学校で修業し、後井上柳園を師として経史百家を学んだ。1891年、家督相続と共に襲名して前名・金九郎を改めた。貸金業を営む。
諸会社銀行の創立にあずかり、その重役となったが、1897年（明治30年）9月29日、貴族院議員に任じ、1904年（明治37年）9月29日に再任され、政友会に属して1911年（明治44年）9月28日まで2期在任した。
吉井銀行頭取、生葉共同乗馬会社、梅香社、吉井共同会、同保全社、朝日製粉各社長、三池炭鉱取締役、大成銀行監査役などをつとめた。

## 人物
仏教のために奉仕した。謡曲、詩歌を得意とした。住所は福岡県浮羽郡吉井町。

## 家族・親族
鳥越家
祖先は橘諸兄より出た。鎮守府将軍橘輔政の後胤であり数代出羽国鳥越山に城を築き住居する。中世に至り九州に移り鳥越興膳は大庄屋となる。父・貞蔵が益々家を興した。
- 父・貞蔵（1833年 - ?、福岡県平民[3][8]、農業[17]、貸金、地主[18]）
- 継母・ハル（1846年 - ?、京都士族、岩崎重房の長女）[3][8]
- 姉・マキノ（1864年 - ?、夫・密三郎と共に分家）[8]
- 妻・シカ（1879年 - ?、福岡、永田源吾の長女）[3][4]
- 長男・貞之（1891年 - ?）[3][8]
  - 同妻・梢（1896年 - ?、福岡、黒木仁市の長女）[3]
- 二女・二三子（1900年 - ?）[8]
- 養子・良利（1901年 - ?、福岡、高木良友の二男）[3][4]

親戚
- 鳥越密三郎（1863年 - ?、実業家、政治家）[8][11] - 姉・マキノの夫。
- 鳥越誠之助（1882年 - ?、酒造業）[8][11] - 鳥越密三郎の息子。